# 匈奴演说

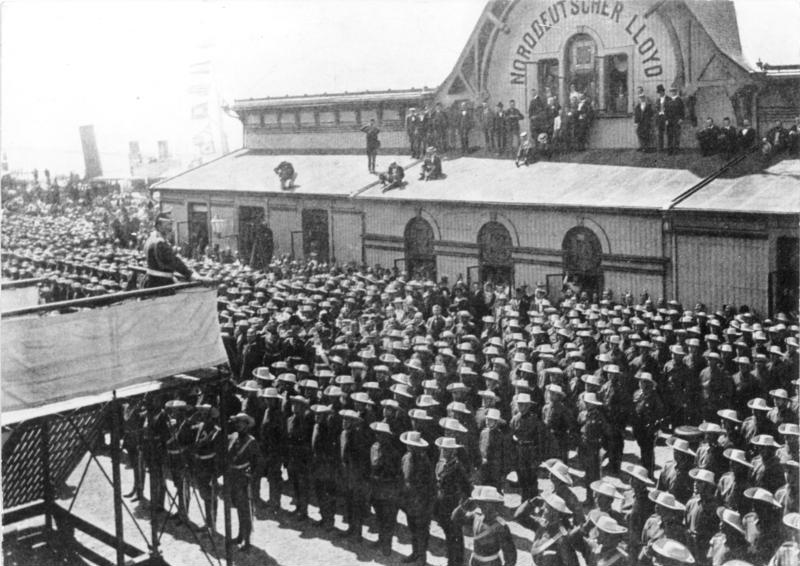
1900年7月27日，威廉二世在勞埃德大廳前發表演說

匈奴演说是1900年7月27日德皇威廉二世在不来梅哈芬向开赴清朝镇压义义和团运动的德国軍隊所发表的演说。

## 历史
威廉二世在演说中表示德國人要像一千年前的匈奴人阿提拉那樣讓德国人的声威在中国要流传千年，這樣中国人永远不敢再对德国人侧目而视。由于内容比較煽动，该演讲引起了全世界的关注。外界甚至給德国人起了一個名叫“匈奴人”的绰号。

## 反应和后果
前往中国的士兵对皇帝的态度可能是真诚的。这是骑兵海因里希-哈斯林德（Heinrich Haslinde）在日记中的记录：
。
皇帝对我们发表了鼓舞人心的讲话，我只记得其中的一句话："不留俘虏，不放过任何落入你们手中的中国人"。
——Heinrich Hasline
值得怀疑的是，在已部分发表的日记的其余部分中，哈斯莱恩没有提到皇帝的讲话；他只在第 16 页提到了上文所述的在不来梅港登船的情况。相反，除了 "通常 "的战争任意性外，他还报告说他和其他人抓了战俘。